# Charles Vidor
Charles Vidor (Boedapest, 27 juli 1900 – Wenen, 4 juni 1959) was een Amerikaans regisseur van Hongaars-Joodse komaf.

## Levensloop
Charles Vidor werd geboren als Károly Vidor in een Joodse familie in Boedapest. Tijdens de Eerste Wereldoorlog vocht hij als soldaat in het leger van Oostenrijk-Hongarije. In 1924 emigreerde hij naar de Verenigde Staten. Hij begon zijn carrière in de filmindustrie tijdens de laatste jaren van de stomme film. De misdaadfilm Gilda (1946) geldt als het hoogtepunt van zijn oeuvre.
Vidor was vier keer getrouwd; onder meer met de actrices Karen Morley en Evelyn Keyes. Hij stierf op 58-jarige leeftijd aan een hartaanval in Wenen.

## Filmografie
- 1933: Sensation Hunters
- 1934: Double Door
- 1935: Strangers All
- 1935: The Arizonian
- 1935: His Family Tree
- 1936: Muss 'em Up
- 1937: A Doctor's Diary
- 1937: The Great Gambini
- 1937: She's No Lady
- 1939: Romance of the Redwoods
- 1939: Blind Alley
- 1939: Those High Grey Walls
- 1940: My Son, My Son!
- 1940: The Lady in Question
- 1941: Ladies in Retirement
- 1941: New York Town
- 1942: The Tuttles of Tahiti
- 1943: The Desperadoes
- 1944: Cover Girl
- 1944: Together Again
- 1945: A Song to Remember
- 1945: Over 21
- 1946: Gilda
- 1948: The Loves of Carmen
- 1952: Hans Christian Andersen
- 1952: Thunder in the East
- 1954: Rhapsody
- 1955: Love Me or Leave Me
- 1956: The Swan
- 1957: The Joker Is Wild
- 1957: A Farewell to Arms
- 1960: Song Without End